# Cantón de Saulieu
El cantón de Saulieu era una división administrativa francesa, que estaba situada en el departamento de Côte-d'Or y la región de Borgoña.

## Composición
El cantón estaba formado por catorce comunas:
- Champeau-en-Morvan
- Juillenay
- La Motte-Ternant
- La Roche-en-Brenil
- Molphey
- Montlay-en-Auxois
- Rouvray
- Saint-Andeux
- Saint-Didier
- Saint-Germain-de-Modéon
- Saulieu
- Sincey-lès-Rouvray
- Thoisy-la-Berchère
- Villargoix

## Supresión del cantón de Saulieu
En aplicación del Decreto nº 2014-175 de 18 de febrero de 2014, el cantón de Saulieu fue suprimido el 22 de marzo de 2015 y sus 14 comunas pasaron a formar parte del nuevo cantón de Semur-en-Auxois.